# Myricaria paniculata
Myricaria paniculata är en tamariskväxtart som beskrevs av P.Y. Zhang och Y.J. Zhang. Myricaria paniculata ingår i släktet klådrissläktet, och familjen tamariskväxter. Inga underarter finns listade.